# Nicolas Goudanus
Nicolas Goudanus (né Florensz), né vers 1517 à Gouda (Pays-Bas) et décédé le 10 novembre 1565 à Louvain (Belgique), était un prêtre jésuite des Pays-Bas septentrionaux, théologien et prédicateur de renom. Il fut chargé d’une mission diplomatique pontificale auprès de la reine d’Écosse Marie Stuart. 

## Biographie

### Début de carrière
Goudanus était curé de la paroisse de Berg-op-Zoom (duché de Brabant) avant et après son entrée dans la Compagnie de Jésus. Il est déjà prêtre lorsqu'il commence, le 12 mars 1545, son noviciat jésuite à Louvain. Avec le soutien de la marquise Jacqueline de Croÿ (femme d’Antoine de Berghes), qu’il dirigeait spirituellement, Goudanus œuvre avec succès au maintien de la religion catholique dans la région, malgré l’influence calviniste ambiante.
En 1550, Goudanus est fondateur et premier recteur du nouveau collège jésuite de Venise. C’est à Venise qu’il fait sa profession religieuse définitive (25 juillet 1550). La même année, il obtient un doctorat en théologie à Bologne.

### Collaborateur de Canisius
À partir de 1550, il est un proche collaborateur de Pierre Canisius : d’abord à Ingolstadt (1550-1552), puis à Vienne (1552-1557), et il participe avec lui au colloque de Worms (1557). Goudanus semble également avoir participé à la confection du catéchisme de Canisius. Il en publie un résumé (en allemand) pour les étudiants de Cologne (1557). À plusieurs reprises, Canisius témoigne dans sa correspondance à quel point il appréciait la présence, l’amitié et les talents de son compatriote.
Mais Goudanus est de retour dans les Pays-Bas méridionaux pour les négociations en vue de la fondation des collèges de Louvain (1558) et de Liège (peu après 1560), dont l’évêque est Robert de Berghes, fils de la marquise de Croÿ. Ces projets ne se réaliseront que plus tard. De 1562 à 1565, il donne des cours à l’université de Louvain sur le catéchisme de Canisius et publie quelques pamphlets apologétiques.

### Mission diplomatique
Alors qu’il est visiteur canonique de la province de Zélande, Goudanus reçoit une délicate mission diplomatique. Le pape Pie IV l’envoie auprès de la reine d’Écosse, Marie Stuart, pour la persuader d’envoyer les évêques écossais au concile de Trente, siégeant alors dans sa session finale. Débarquant en Écosse le 5 juillet 1562 et accompagné de ses interprètes Edmund Hay (en) et Jean Rivat, le légat pontifical est discrètement reçu par la reine dans son palais de Holyrood. Cependant, la reine, parce que catholique, est peu libre de ses décisions et refuse l’invitation. Seul l’évêque de Dunkeld, Robert Crichton (en), accepte de rencontrer le légat pontifical. La mission est un échec et dans son rapport, Goudanus est pessimiste sur la situation de l’Église catholique en Écosse.
De retour aux Pays-Bas en septembre 1562, il donne un cours de pastorale aux futurs prêtres de Louvain. Cependant, bien qu’il n’ait que 47 ans, sa santé est déjà compromise. Nicolas Goudanus meurt à Louvain le 10 novembre 1565.

## Écrits
- Parvi Catechismi Dni Petri Canisii elucidatio: per questiones & responsiones eiusdem Catechismi verum & germanum sensum inquirentes, ms. 20956 à la Bibliothèque royale de Bruxelles.